# Hisashi Kurosaki
Hisashi Kurosaki (黒崎久志, Kurosaki Hisashi) (Tochigi, 8 de maio de 1968) é um ex-futebolista profissional japonês e atualmente treinador.
Kurosaki, foi jogador por diversos clubes, no inicio da J-League, chegando a disputar pela Seleção Japonesa de Futebol, a Copa da Ásia de 1988. Kurosaki, defendeu Honda FC, Kashima Antlers, Kyoto Purple Sanga, Vissel Kobe, Albirex Niigata e Omiya Ardija.
Em 19 de dezembro de 2009 ele passou a atuar como treinador do Albirex Niigata.